# Calci disilicide
Calci disilicide hoặc canxi disilixua (CaSi2) là một hợp chất vô cơ, một muối silicide của calci. Nó là chất rắn có màu hơi trắng hay xám đậm đến đen, với điểm nóng chảy 1033 °C. Nó không hòa tan trong nước, nhưng có thể phân hủy khi có độ ẩm, hydro và tạo ra calci hydroxide.

## Tính chất
Calci dicalci không hòa tan trong nước, nhưng có thể phân hủy khi có độ ẩm, hydro và tạo ra calci hydroxide. Phân hủy trong nước nóng. Nó dễ bắt lửa và có thể bốc cháy tự nhiên trong không khí. Số CAS của nó là 12013-56-8.
calci silicide, còn được gọi là chất khử calci, là một hợp chất vô cơ, một silicide của calci. Nó là một chất rắn màu trắng hoặc xám đen đến đen với điểm nóng chảy từ 700 đến 935 ° C. Nó không hòa tan trong nước, nhưng có thể bị phân hủy khi gặp độ ẩm, tạo ra hydro và tạo ra calci hydroxit. Nó bị phân hủy trong nước nóng. Nó dễ cháy và có thể bốc cháy trong không khí bằng cách tạo ra silan tự bốc cháy.
Loại calci calci công nghiệp thường chứa sắt và nhôm, là các chất gây ô nhiễm chính, cùng một lượng cacbon và lưu huỳnh thấp.
Trong quá trình chạy, CaSi 2 hoặc hỗn hợp CaO + Si + C đầu tiên được nén đến áp suất mong muốn từ 8 đến 87 kilobar, nhiệt độ sau đó được tăng lên và giữ ở mức mong muốn, dao động lên đến 1800°C. Sau 2 đến 10 phút ngắt nguồn điện và mẫu được giải nén sau khi sản phẩm đạt đến nhiệt độ môi trường. Với CaSi 2 là nguyên liệu ban đầu, những thay đổi nổi bật đã được ghi nhận trong chất rắn do một số lần chạy. Dưới kính hiển vi, nó xuất hiện về cơ bản chuyển đổi 100% thành vật liệu phản chiếu, san hô đã xuất hiện từ dạng xám ban đầu. Trong HCI đậm đặc, chất thứ hai phản ứng với sự sủi bọt mạnh mẽ trong khi dạng mới, ngay cả khi được nghiền mịn, chỉ trải qua một phản ứng nhẹ. Mật độ của vật liệu sao lục giác là 2,47 +: 0,02 g / cm, tương ứng tốt với 2,46g / cm3 được báo cáo trước đây. 1 Mật độ đo được của dạng áp suất cao nằm trong khoảng từ 2,60 đến 2,76 ± 0,02 g / cm3. Giá trị cao nhất là. thu được từ một sản phẩm được hình thành trong các điều kiện tổ hợp khắc nghiệt nhất, 87 kilôgam và 1500°C, và do đó phải gần đúng nhất với dạng mới. Phim nhiễu xạ tia X của nhiều ví dụ cho một dạng bột giống hệt nhau, đặc trưng của dạng mới và hoàn toàn khác với dạng của vật liệu ban đầu..

## Toán học[3]
Chúng có thể được lập chỉ mục trên cơ sở cấu trúc tứ giác 0 với a = 6,23A và c = 4,52A. Mật độ được tính toán từ các hằng số này, giả sử 3 CaSi 2 trên mỗi ô đơn vị, là 2,73 g / cm3, so với 2,76 đối với sản phẩm có mật độ cao nhất. Có tính đến tạp chất sắt, phân tích sản phẩm cho thấy khoảng 2,6% Fe, và một thành phần xấp xỉ Ca 0. 9 3 Fe0,05S 2,00 "Giả sử sự thay thế đơn giản của Fe cho Ca ở mức độ này trong cấu trúc CaSi 2 được đề xuất, mật độ tính toán là 2,75 g / cm3, hoàn toàn phù hợp với giá trị đo được.

## Úng dụng[4]
calci Silicate thường có sẵn ngay lập tức trong hầu hết các khối lượng. Có thể xem xét độ tinh khiết cao, submicron và dạng thuốc nano. American Elements sản xuất theo nhiều cấp tiêu chuẩn khi có thể áp dụng, bao gồm Mil Spec (cấp quân sự); ACS, Thuốc thử và Cấp kỹ thuật; Thực phẩm, Nông nghiệp và Dược phẩm cấp; Cấp quang học, USP và EP / BP (Dược điển Châu Âu / Dược điển Anh) và tuân theo các tiêu chuẩn thử nghiệm ASTM hiện hành. Bao bì điển hình và tùy chỉnh có sẵn. Thông tin bổ sung về kỹ thuật, nghiên cứu và an toàn (MSDS) có sẵn như là một Máy tính Tham chiếu để chuyển đổi các đơn vị đo lường có liên quan.